# Общий домен верхнего уровня
gTLD (англ. generic Top-Level Domain — Общий домен верхнего уровня) — домен верхнего уровня, созданный для сегментации адресов электронных ресурсов определённого класса организаций либо сообществ.

## История
Первые домены типа gTLD появились в январе 1985 года. Тогда их было только 7:
- .com — для коммерческих сайтов;
- .edu — для образовательных сайтов;
- .gov — для сайтов государственных организаций США;
- .mil — для военных организаций США;
- .net — для сайтов, чья деятельность связана с Сетью;
- .org — для некоммерческих организаций;
- .int — для международных организаций.

В настоящее время существуют 6 доменов gTLD без регистрационных ограничений — .com, .net, .org, .info, .biz и .name. Указанные домены используются повсеместно, вне зависимости от типа организации.
ICANN, регулирующая вопросы, связанные с доменными именами и IP-адресами в интернете, 25 июня 2010 г. одобрила создание домена .xxx, предназначенного для порнографического контента.
На 41-й конференции ICANN в 2011 году была принята программа New gTLD, теперь gTLD могут регистрировать на себя юридические лица, в частности коммерческие компании, представители власти любого уровня и некоммерческие организации.

## Классификация
См. перечень gTLD в базе данных IANA и архив ICANN.

### Неспонсируемые (основные) домены верхнего уровня
- .com (commercial) — для коммерческих организаций
- .net (networks) — для сетевых структур
- .org (organizations) — некоммерческие организации
- .biz (business organizations) — только коммерческие организации (с ограничениями)
- .info (information) — домен, открытый для всех
- .name (personal) — для персональных сайтов (с ограничениями)
- .pro (professionals) — для специалистов определённых профессий (с ограничениями)

### Спонсируемые домены верхнего уровня
- .asia — домен для резидентов азиатско-тихоокеанского региона
- .int — общий домен верхнего уровня для международных организаций
- .aero — организации и физические лица, так или иначе связанные с аэроиндустрией
- .cat — предназначен для представителей каталанского лингвистического и культурного сообщества
- .coop — для кооперативных организаций
- .eco — для интернет-ресурсов, связанных с экологией
- .jobs — домен для веб-сайтов с информацией о востребованных профессиях и вакансиях
- .mobi — для сайтов и сервисов, ориентированных на работу с мобильными телефонами и беспроводными устройствами
- .moe — для развития продуктов, связанных с моэ
- .museum — для музеев
- .post — для почтовых организаций
- .space — для организаций космической отрасли
- .tel — для хранения и управления персональными и корпоративными контактами
- .travel — для туристической индустрии
- .xxx — сайты содержащие порнографический контент
- .yandex — сайты Яндекса (например, taxi.yandex)
- .global — для организаций, действующих глобально

#### Домены ограниченного пользования
- .edu (educational) — для образовательных проектов и высших учебных заведений США
- .gov (US Government) — зарезервирован для правительства США
- .int (international organizations) — для международных организаций (за исключением .tpc.int)
- .mil (US Dept of Defense) — для военных организаций и учреждений США

### Домены для инфраструктуры Интернета
- .arpa — для инфраструктуры Интернета

### Зарезервированные домены
Согласно документу RFC 2606, четыре домена верхнего уровня зарезервированы для различных целей, для того, чтобы они не использовались как реальные имена доменов в глобальной DNS:
- .example — зарезервировано для примеров.
- .invalid — зарезервировано для примеров нерабочих адресов.
- .localhost — зарезервировано для того, чтобы избежать конфликтов с традиционным использованием localhost.
- .test — зарезервировано для использования в тестах.